# Englische Frauen-Cricket-Nationalmannschaft in Australien in der Saison 1957/58
Die Tour der englischen Cricket-Nationalmannschaft nach Australien in der Saison 1957/58 fand vom 7. Februar bis zum 24. März 1958 statt. Die internationale Cricket-Tour war Bestandteil der Internationalen Cricket-Saison 1957/58 und umfasste vier WTests. Sie beinhaltete die fünfte Ausgabe der Women’s Ashes. Die Serie endete 0–0 unentschieden.

## Vorgeschichte
England bestritt zuvor eine Tour in Neuseeland, für Australien war es die erste Tour der Saison. Das letzte Aufeinandertreffen der beiden Mannschaften bei einer Tour fand in der Saison 1951 in England statt.

## Stadien
Die folgenden Stadien wurden für die Tour ausgewählt.
| Stadion                 | Stadt     | Kapazität | Spiele   |
| ----------------------- | --------- | --------- | -------- |
| Adelaide Oval           | Adelaide  |           | 3. WTest |
| St Kilda Cricket Ground | Melbourne |           | 2. WTest |
| WACA Ground             | Perth     |           | 4. WTest |
| North Sydney Oval       | Sydney    |           | 1. WTest |

## Kaderlisten
Die folgenden Kader kamen bei der Tour zum Einsatz.
| WTest | WTest |
| Australien | England |
| --- | --- |
| - Una Paisley (K) - Mary Allitt - Joyce Bath - Velma Batty - Joyce Christ - Faith Coulthard - Joyce Dalton - Ruth Dow - Marjorie Marvell - Eileen Massey - Nell Massey (wk) - Mary McDonough - Barbara Orchard - Betty Wilson | - Mary Duggan (K) - Cecilia Robinson (VK) - Edna Barker - Josephine Batson - Betty Birch - Audrey Disbury - Shirley Driscoll - Helane Hegarty - Joan Hawes - Dorothy Macfarlane - Polly Marshall - Hazel Sanders - Ruth Westbrook (wk) - Wilkie Wilkinson |

## Women’s Tests

### Erster WTest in Sydney
| 7. – 10. Februar Scorecard | Sydney (NSO) | Australien | – | England |
|                            |              | Abgesagt   |   |         |

Spiel konnte auf Grund von Regenfällen nicht ausgetragen werden.

### Zweiter WTest in Melbourne
| 7. – 10. Februar Scorecard | Melbourne (SKC) | Australien 38 (43.5) & 202-9d (109.5) | – | England 35 (30.3) & 76-8 (64) |
|                            |                 | Remis                                 |   |                               |

Am ersten Spieltag war auf Grund von Regenfällen kein Spiel möglich. Am zweiten Spieltag gewann England den Münzwurf und entschied sich als Feldmannschaft zu beginnen. Für Australien konnte lediglich Betty Wilson mit 12 Runs eine zweistellige Run-Zahl erreichen und so fiel das letzte Wicket nach 38 Runs. Beste englische Bowlerin war Mary Duggan mit 7 Wickets für 6 Runs. Auch für England war es nur Mary Duggan, die mit 12 Runs eine zweistellige Run-Zahl erzielte und so endete das Innings mit einem Rückstand von 3 Runs. Beste australische Bowlerin war Betty Wilson mit 7 Wickets für 7 Runs, die unter anderem den ersten Hattrick im internationalen Frauen-Cricket erzielte. In ihrem zweiten Innings formten für Australien die Eröffnungs-Batterin Mary Allitt mit der vierten Schlagfrau Una Paisley eine Partnerschaft. Paisley erreichte 11 Runs, ebenso wie die kurz darauf ausscheidende Allitt. Daraufhin etablierte sich Betty Wilson und beendete zusammen mit Valma Batty den Tag beim Stand von 66/4. Nach einem Ruhetag schied Batty nach 10 Runs aus und nachdem die ihr folgende Joyce Christ 12 Runs erzielte, fand Wilson mit Joyce Dalton eine weitere Partnerin. Wilson verlor dann nach einem Century über 100 Runs ihr Wicket und wurde durch Barbara Orchard ersetzt. Dalton gelangen 26 Runs und Orchard beendete das Innings, das Australien nach dem Fall des neunten Wickets deklarierte, ungeschlagen mit 17* Runs. Damit erhöhten sie die Vorgabe für England auf 206 Runs. Beste englische Bowlerinnen waren Joan Hawes mit 3 Wickets für 32 Runs und Edna Baker mit 3 Wickets für 58 Runs. Für England bildeten die Eröffnungs-Batterinnen Cecilia Robinson und Shirley Driscoll eine Partnerschaft. Driscoll schied nach 24 Runs aus und nachdem die hineinkommende Mary Duggan 11 Runs erreichte, verlor auch Robinson nach 22 Runs ihr Wicket. Von den verbliebenen batterinnen konnte sich keine Spielerin mehr etablieren, jedoch gelang es ihnen das Remis mit zwei verbliebenen Wickets zu sichern. Beste australische Batterinnen waren Betty Wilson mit 4 Wickets für 9 Runs und Ruth Dow mit 4 Wickets für 21 Runs.

### Dritter WTest in Adelaide
| 8. – 11. März Scorecard | Adelaide | Australien 292 (159.3) & 78-2 (59) | – | England 325 (192.4) |
|                         |          | Remis                              |   |                     |

Australien gewann den Münzwurf und entschied sich als Schlagmannschaft zu beginnen. Nachdem sie die beiden Eröffnungs-Batter früh verloren konnten Ruth Dow und Una Paisley eine Partnerschaft formen. Dow erreichte 26 Runs und wurde durch Betty Wilson ersetzt. Nachdem Paisley nach 25 Runs ausschied konnte an der Seite von Wilson Valma Batty ein Fifty über 63 Runs erzielen. Daraufhin kam Joyce Christ ins Spiel und der Tag endete beim Stand von 248/5. Nach einem Ruhetag verlor Wilson ihr Wicket nach einem Century über 127 Runs ihr Wicket, bevor auch Christ nach 23 Runs ausschied. Von den verbliebenen Batterinnen konnte dann Joyce Dalton noch 15 Runs erreichen. Beste englische Bowlerinnen waren Helene Hegarty mit 4 Wickets für 70 Runs und Dorothy Macfarlane mit 4 Wickets für 82 Runs. Für England etablierte sich Eröffnungs-Batterin Cecilia Robinson und an ihrer Seite konnte Shirley Driscoll 29 erzielen, bevor Roth Westbrook aufs Feld kam und mit Robinson den Tag beim Stand von 156/4 beendete. Am dritten Tag verlor Westbrook ihr Wicket nach einem Fifty über 66 Runs, woraufhin Audrey Disbury ins Spiel kam die 13 Runs erzielte. Daraufhin folgte ihr Polly Marshall und Robinson schied nach einem Century über 102 Run aus. Die hineinkommende Eda Barker konnte sich etablieren und nachdem Marshall nach 16 Runs ausschied, verlor Helene Hegarty nach 34 Runs das letzte Wicket des Innings. Barker hatte bis dahin ein Fifty über 50* Runs erreicht und so den Vorsprung für England auf 33 Runs erhöht. Beste australische Bowlerin war Betty Wilson mit 6 Wickets für 71 Runs. Für Australien bildete Eröffnungs-Batterin Mary Allitt zusammen mit der dritten Schlagfrau Ruth Dow eine Partnerschaft. Allitt schied nach 25 Runs aus und nachdem Eileen Massey ins Spiel kam endete der Tag und das Spiel mit einem Remis. Dow hatte bis dahin 30* Runs erzielt und Massey 12* Runs. Die englischen Wickets erzielten Helene Hagarty und Wilkie Wilkinson.

### Vierter WTest in Perth
| 21. – 24. März Scorecard | Perth | England 253-6d (121) & 188 (102.5) | – | Australien 280-7d (137) & 59-1 (21) |
|                          |       | Remis                              |   |                                     |

England gewann den Münzwurf und entschied sich als Schlagmannschaft zu beginnen. Für sie bildeten die Eröffnungs-Batterinnen Cecilia Robinson und Shirley Driscoll eine Partnerschaft. Robinson erreichte 35 Runs und wurde gefolgt durch Betty Birch. Nachdem Driscoll nach einem Fifty über 72 Runs ihr Wicket verlor erreichte an der Seite von Birch Ruth Westbrook 23 und Edna Barker 16 Runs, bevor Polly Marschall ins Spiel kam. Daraufhin deklarierte England das Innings, als Birch ein Fifty über 72* Runs erreicht hatte und Marshall 20* Runs. Beste australische Bowlerinnen waren Joyce Bath mit 2 Wickets für 41 Runs und Betty Wilson mit 2 Wickets für 83 Runs. Für Australien begannen Mary Allitt und Nell Massey als Eröffnungs-Batterinnen und der tag endete ohne Verlust eines Wickets beim Stand von 18/0. Am zweiten Tag erzielte Allitt 12 Runs und die ihr folgendem Una Paisley 29 und Joyce Christ 17 weitere. Kurz darauf verlor Massey ihr Wicket nach 36 Runs und Betty Wilson formte zusammen mit Velma Batty eine Partnerschaft. Wilson gelangen 43 Runs und nachdem Joyce Dalton ins Spiel kam, schied Batty nach einem Fifty über 70 Runs aus. Der Tag endete beim Stand von 280/7, als Dalton ein Fifty über 59* Runs erreicht hatte. Nach einem Ruhetag deklarierte Australien das Wicket mit einem Vorsprung von 27 Runs. Beste englische Bowlerinnen waren Joan Hawes mit 2 Wickets für 54 Runs und Helene Hegarty mit 2 Wickets für 57 Runs. Für England konnte sich Eröffnungs-Batterin Cecilia Robinson etablieren und an ihrer Seite Betty Birch 17, Ruth Westbrook 11 und Edna Baker 26 Runs erzielen.  Robinson beendete das Innings ungeschlagen mit einem Fifty über 96 Runs und erhöhte so die Vorgabe auf 162 Runs. Beste australische Bowlerin war Joyce Bath mit 3 Wickets für 11 Runs. Für Australien eröffneten Mary Allitt und Nell Massey. Als Allitt nach 19 Runs ihr Wicket verlor endete der Tag und damit das Spiel nach Remis. Massey hatte bis dahin 40* Runs erreicht.